# メルセデス・ベンツ・Mクラス

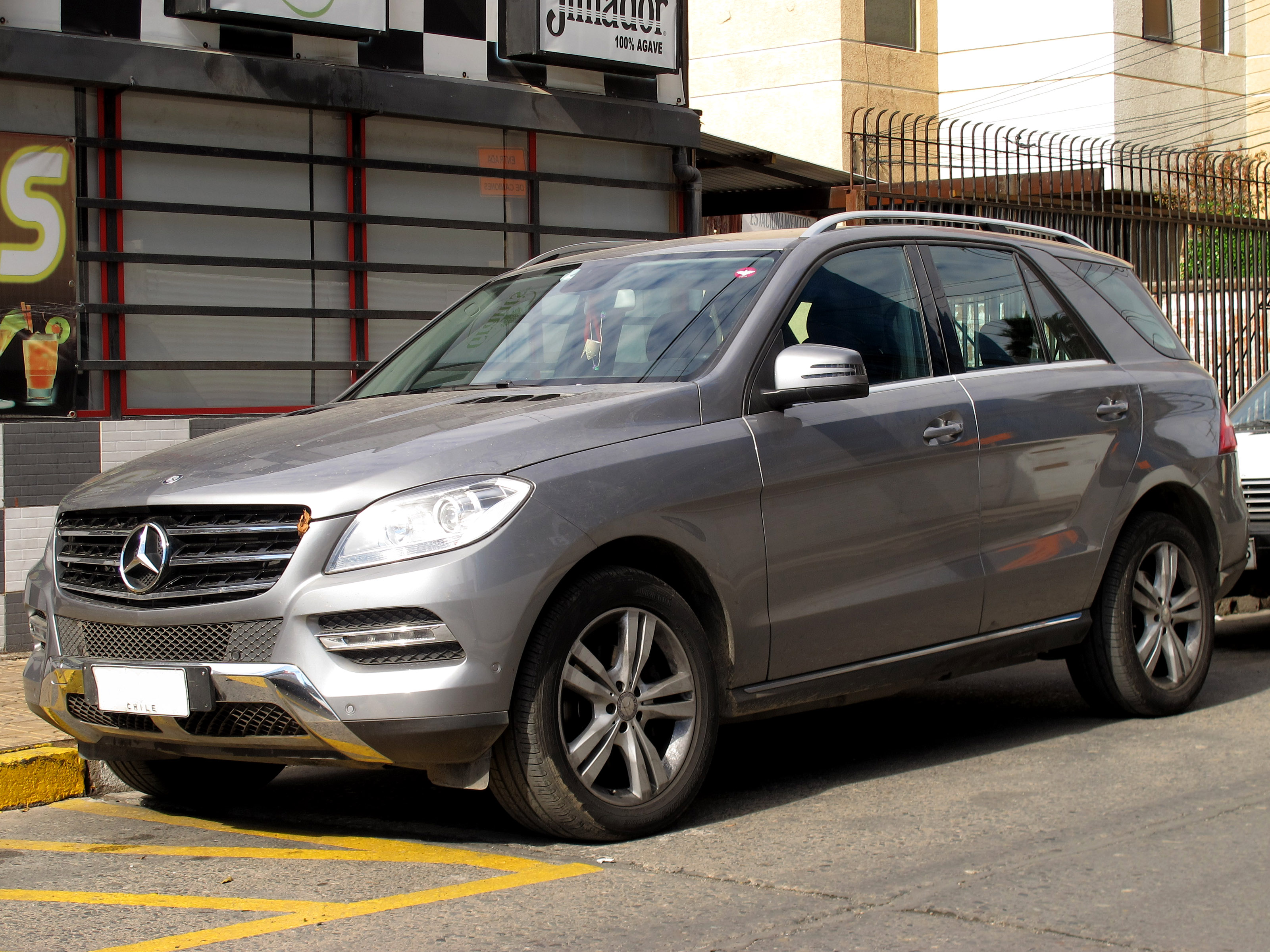
3代目Mクラス

メルセデス・ベンツ・Mクラス（Mercedes-Benz M-Class）は、ドイツの自動車メーカーであるメルセデス・ベンツ・グループがメルセデス・ベンツブランドで展開していた高級SUVである。3代目（W166）のフェイスリフトを機に「GLE」へ名称変更されることが発表され、Mクラスという名称は、2015年をもって消滅した。

## 概要
メルセデス・ベンツブランドの中で、街乗りを意識したSUVとして企画・発売された。当時から、SUVにはGクラスが存在していたが、こちらはもともと軍用車両を源流とした車種であり、30年以上にわたり基本コンポーネントを変更していないという、いわば玄人向けの車種であった。このため、北米市場を主なターゲットとした、ファミリーユースでも利用できるクロスオーバーSUVをリリースすることとなった。なお、ジープ・グランドチェロキーとプラットフォームを共有している。
初代は、「高級クロスオーバーSUV」という新たなジャンルを開拓したと言われるハリアーと同時期の1997年に登場した。メルセデス・ベンツの乗用車としては初めて、ドイツ国外（アメリカ、アラバマ州タスカルーサ工場）で生産された。
3代目は、5人乗りSUVである（オーストラリア仕様のみ7人乗りがある）。メルセデス・ベンツでは、SUVとしてMクラスの他にGLクラス、SUVとしてGクラスが存在する。

## 初代（1997年 - 2005年）W163
1997年、発表された。
メルセデス・ベンツとして初めてアメリカ工場（アラバマ州・タスカルーサ）で生産されたが、その品質の低さと完成度の低さで「アラバマ・メルセデス」と酷評され、全世界におけるブランドイメージを大きく落とすことに一役買う結果になってしまった。例えば、ドアヒンジ等は、同時期のメルセデス車が採用していた鋳造品ではなく、鉄板をプレス加工した安価な物を採用していた。
その後、ヨーロッパ市場向けに、オーストリアのマグナ・シュタイアでも生産された（1999-2002年）。アラバマ工場製より、こちらの方が品質が高かったという。
1997年5月に公開された映画『ロスト・ワールド/ジュラシック・パーク』に、特殊装備を施したML320が2台登場する。世界中の映画ファンにも認知された。
1998年、日本でも「ML320」の販売が開始された。
| 日本での現行グレード | 日本での現行グレード | 日本での現行グレード            | 日本での現行グレード | 日本での現行グレード | 日本での現行グレード | 日本での現行グレード |
| グレード | 排気量               | エンジン                        | 最高出力/最大トルク  | 変速機               | 駆動方式             |                      |
| --- | -------------------- | ------------------------------- | -------------------- | -------------------- | -------------------- | -------------------- |
| ML320 | 3.2L                 | V型6気筒SOHCエンジン            | 218ps/31.6kg・m      | 5速AT                | 4WD                  |                      |
| その後2000年に「ML430」とディーゼルエンジン搭載の「ML270 CDI」が追加された。                                                                                     |                      |                                 |                      |                      |                      |                      |
| ML430 | 4.3L                 | V型8気筒SOHC                    | 272ps/39.8kg・m      | 5速AT                | 4WD                  |                      |
| ML320 | 3.2L                 | V型6気筒SOHC                    | 218ps/31.6kg・m      | 5速AT                | 4WD                  |                      |
| ML270 CDI | 2.7L                 | 直列5気筒DOHCディーゼルエンジン | 163ps/40.3kg・m      | 5速AT                | 4WD                  |                      |
| 2002年施行の自動車NOx-PM法により、ML270 CDIとML320は輸入終了。ML320はエンジンの排気量アップを受けて「ML350」となり、「ML55 AMG」（左ハンドルのみ）が追加された。 |                      |                                 |                      |                      |                      |                      |
| ML55 AMG | 5.4L                 | V型8気筒SOHCエンジン            | 347ps/52.0kg・m      | 5速AT                | 4WD                  |                      |
| ML350 | 3.7L                 | V型6気筒SOHCエンジン            | 235ps/35.2kg・m      | 5速AT                | 4WD                  |                      |

## 2代目（2005年 - 2011年）W164
初代の反省のもと、モデルチェンジを機に、質感を大幅に向上させた。時速100キロでの高速道路走行では、Eクラスよりもロードノイズや振動などは非常に少なく（代わりに風切り音が目立つようになる）、ラグジュアリー性の高い高級車となっている。
日本仕様は当初、国土交通省の定める保安基準に準拠してフェンダーにサイドアンダーミラーが付いていたが、「スタイリングを崩している」との声が大きく、のちにサイドアンダーミラーの代わりにドアミラーにカメラを取り付け左前方の死角をモニターできるように改善された。
日本市場では、2005年（平成17年）から「ML350」「ML500」が販売され、2006年（平成18年）に「ML63 AMG」が追加された。「ML350」「ML500」には販売当初からフルタイム4WDの4MATICが導入されていたが、2006年から「ML350 4MATIC」「ML500 4MATIC」にそれぞれ名称が変更となった。なお、2007年（平成19年）12月に「ML500」が「ML550」へとマイナーチェンジされ、Sクラスなど他の車種と同じく、5.5リッターV型8気筒DOHCエンジンが搭載されたほか、「パークトロニック」と「EASY-PACK自動開閉テールゲート」が標準装備となった。
2010年（平成22年）5月、「ML350 BlueTEC 4MATIC」を追加。3リットルV6直噴ターボディーゼルエンジンとディーゼル排出ガス処理システム「BlueTEC」の組み合わせることで、ポスト新長期排出ガス規制に適合。効率の高い電子制御7速オートマティックトランスミッション「7G-TRONIC」を搭載し、JC08モードで9.4 km/リットルとコンパクトSUV並みの省燃費性能、低排出ガス性能を持つ。ただし設計の都合上、左ハンドル仕様のみであった。
同年11月、インテリア、エクステリア仕様・装備を変更した「グランド・エディション」パッケージを「ML350 4MATIC」に標準装備、「ML350 BlueTEC 4MATIC」にオプションとして設定した。
ダークデザインのバイキセノンヘッドランプ、専用デザインの19インチ10スポークアルミホイール、加えて内装ではシートやダッシュボードをはじめ、ドアセンターパネルやアームレストまでレザーARTICO（人工皮革）をふんだんに使用するとともに、ブラックポプラウッドトリムとアンビエントライト（間接照明）を採用する。AMGデザインの本革巻ステアリングとステンレスアクセル&ブレーキペダルも備える。ボディカラーにはパッケージ専用色として「クロマイトブラック」を設定する。また、新デザインのドアミラーやシートデザインを採用、安全性と先進性を両立したLEDドライビングライト、盗難防止警報システムを採用する。なお、これまで設定されていた「ML550」がラインナップから落とされ、V8エンジンを積んだモデルは「ML63 AMG」のみとなった。
日本国内での価格は、735万円から1413万円であり、ほかの輸入車と同様、日本国内に在庫がある装備・仕様であれば、購入からおおむね2、3週間での納車が可能である。なお、求める仕様・装備の車がない場合は、おおむね3か月から8か月程度の期間を要する。
また、「ML350 4MATIC」にはスポーティーなエクステリアを演出する「スポーツパッケージ」が、「ML550 4MATIC」にはAMG製のエアロパーツやアルミホイールがつく「AMGスポーツパッケージ」と4MATIC用に最適化されたエアサスペンション（ML63 AMGには標準装備。ただしAMGバージョンのより進化したエアサスペンションを搭載）を装備する、「オフロードパッケージ」が用意されている。また、2代目からは、BlueTECを除く全てのモデルにて右ハンドル仕様のみが輸入されている。
| 日本での現行グレード | 日本での現行グレード | 日本での現行グレード         | 日本での現行グレード | 日本での現行グレード | 日本での現行グレード | 日本での現行グレード |
| グレード             | 排気量               | エンジン                     | 最高出力/最大トルク  | 変速機               | 駆動方式             | 価格                 |
| -------------------- | -------------------- | ---------------------------- | -------------------- | -------------------- | -------------------- | -------------------- |
| ML63 AMG             | 6.3L                 | V型8気筒DOHC                 | 510ps/64.2kg・m      | 7速AT                | 4WD                  | 1490万円             |
| ML550 4MATIC         | 5.5L                 | V型8気筒DOHC                 | 387ps/54.0kg・m      | 7速AT                | 4WD                  | 1020万円             |
| ML350 4MATIC         | 3.5L                 | V型8気筒DOHC                 | 272ps/35.7kg・m      | 7速AT                | 4WD                  | 735万円              |
| ML350 BlueTEC 4MATIC | 3.0L                 | V型6気筒DOHCディーゼルターボ | 211ps/55.1kg・m      | 7速AT                | 4WD                  | 814万円              |

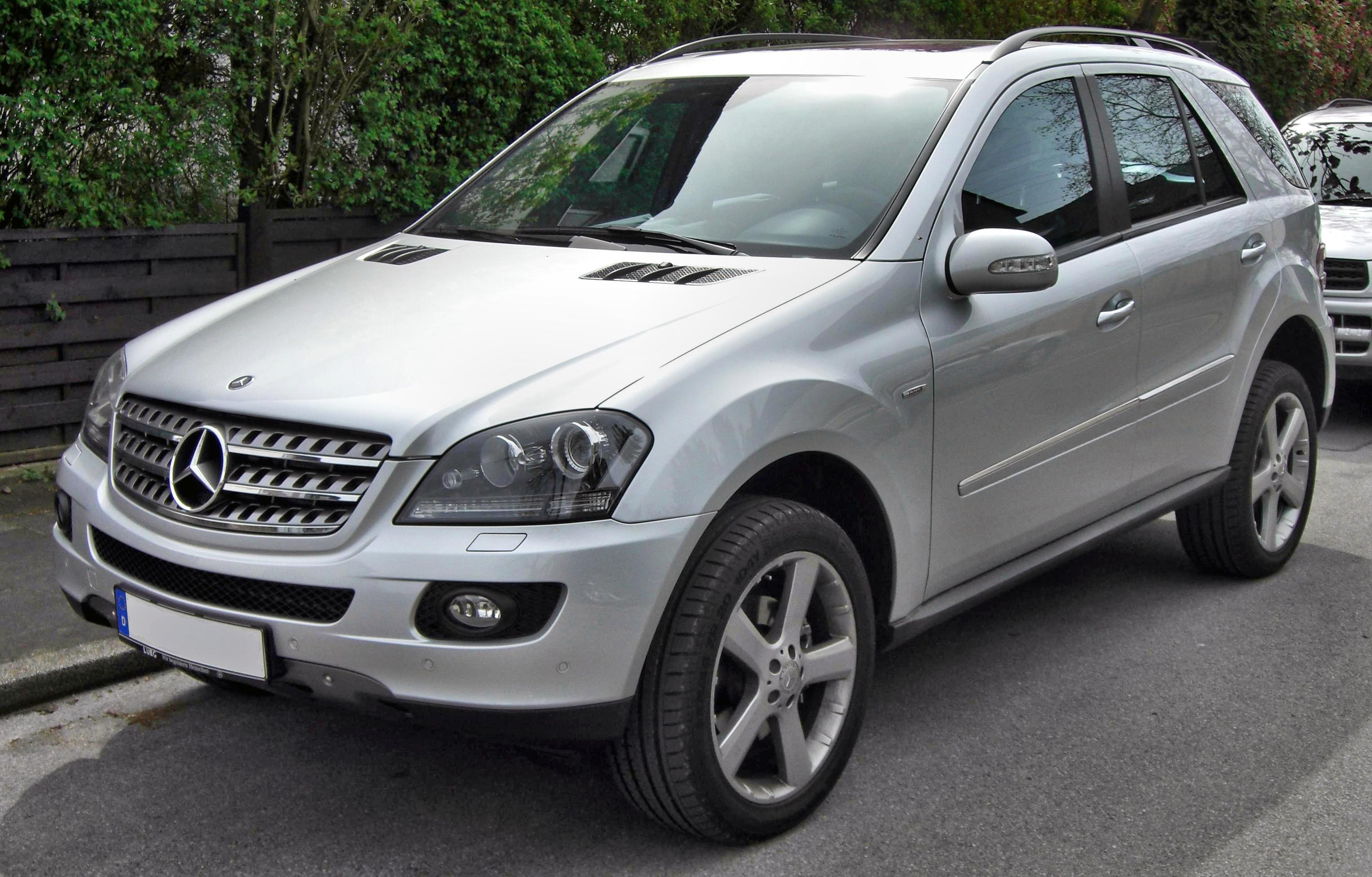
ML 280 CDI
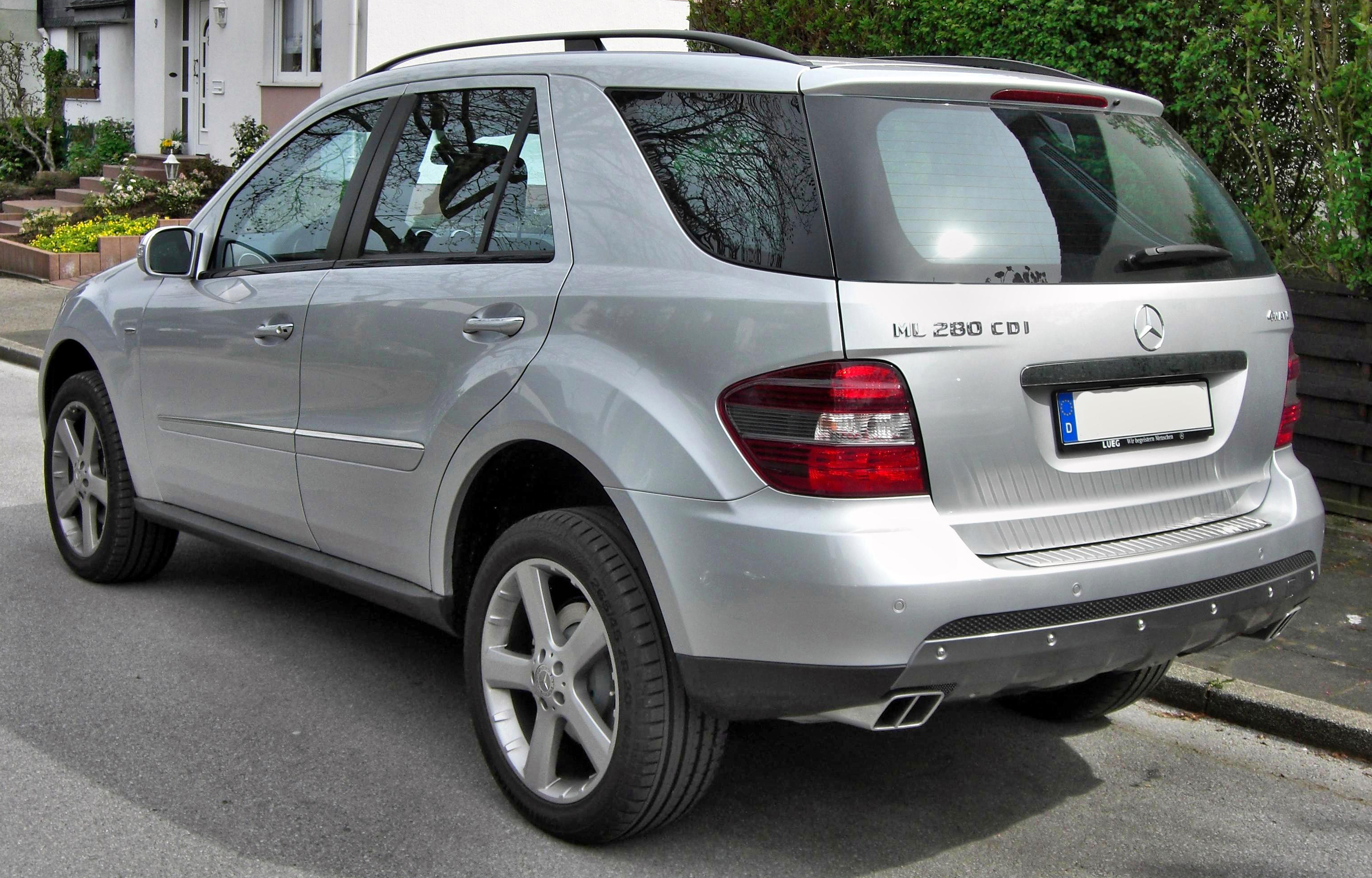
ML 280 CDI
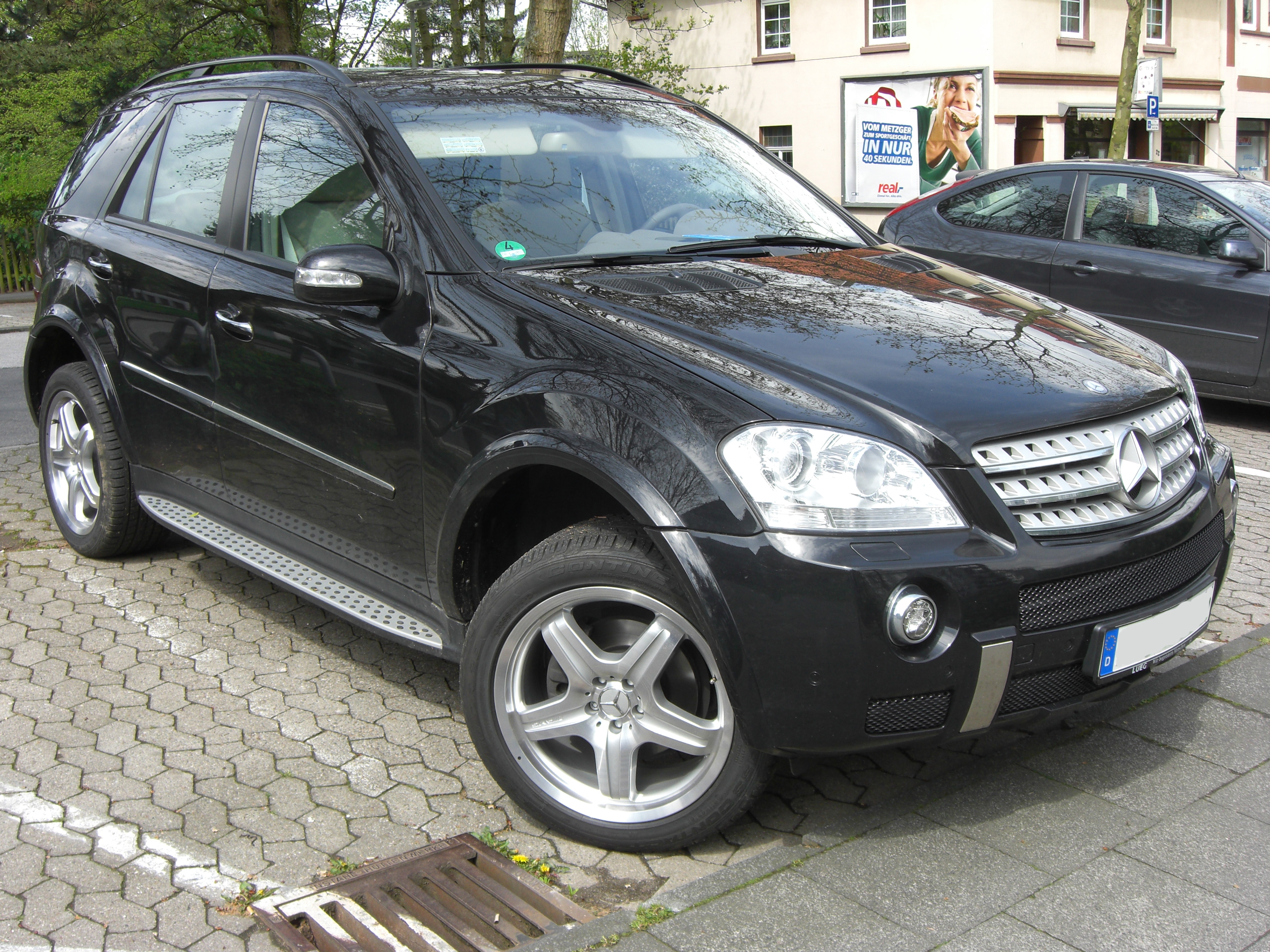
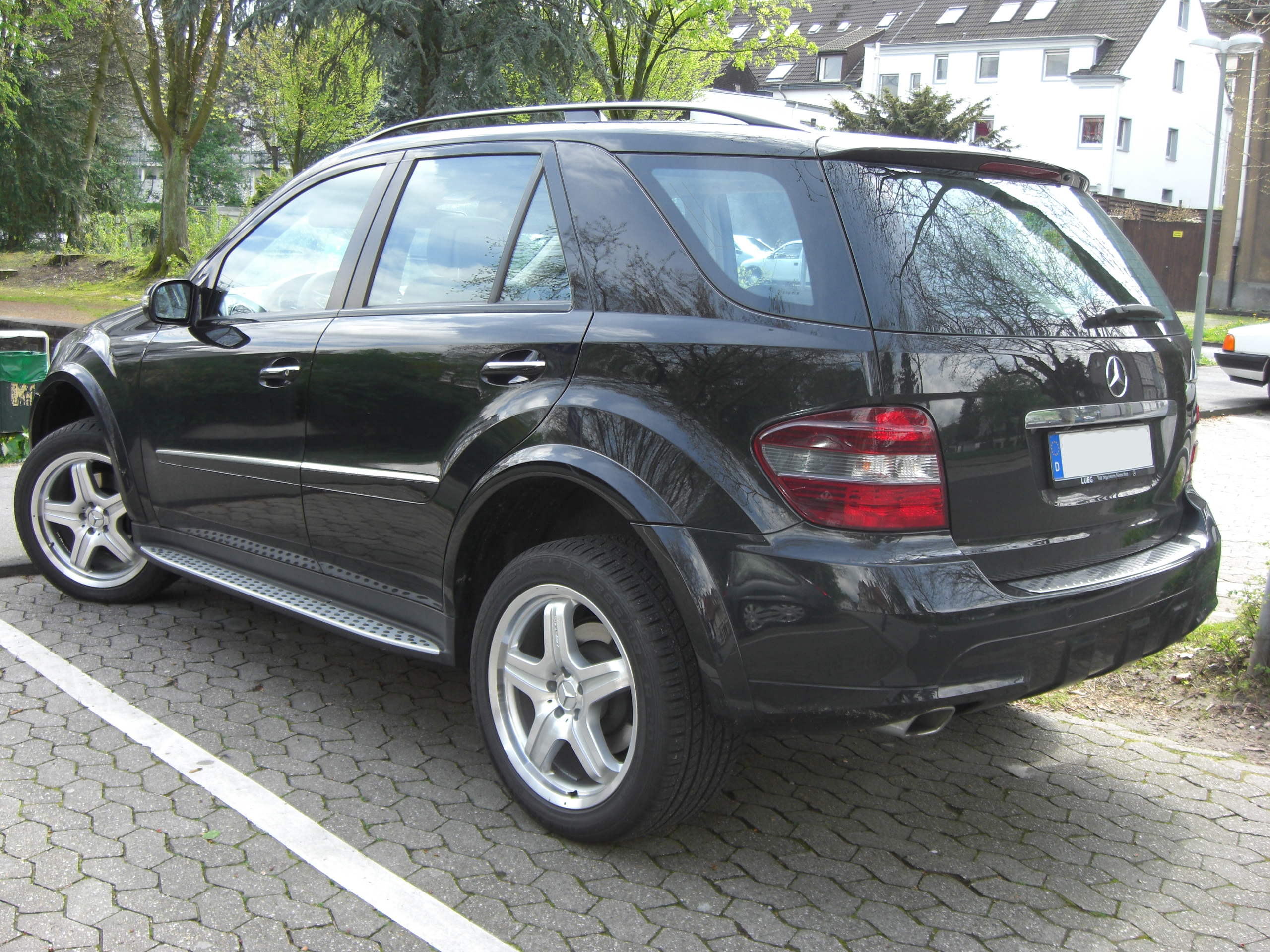
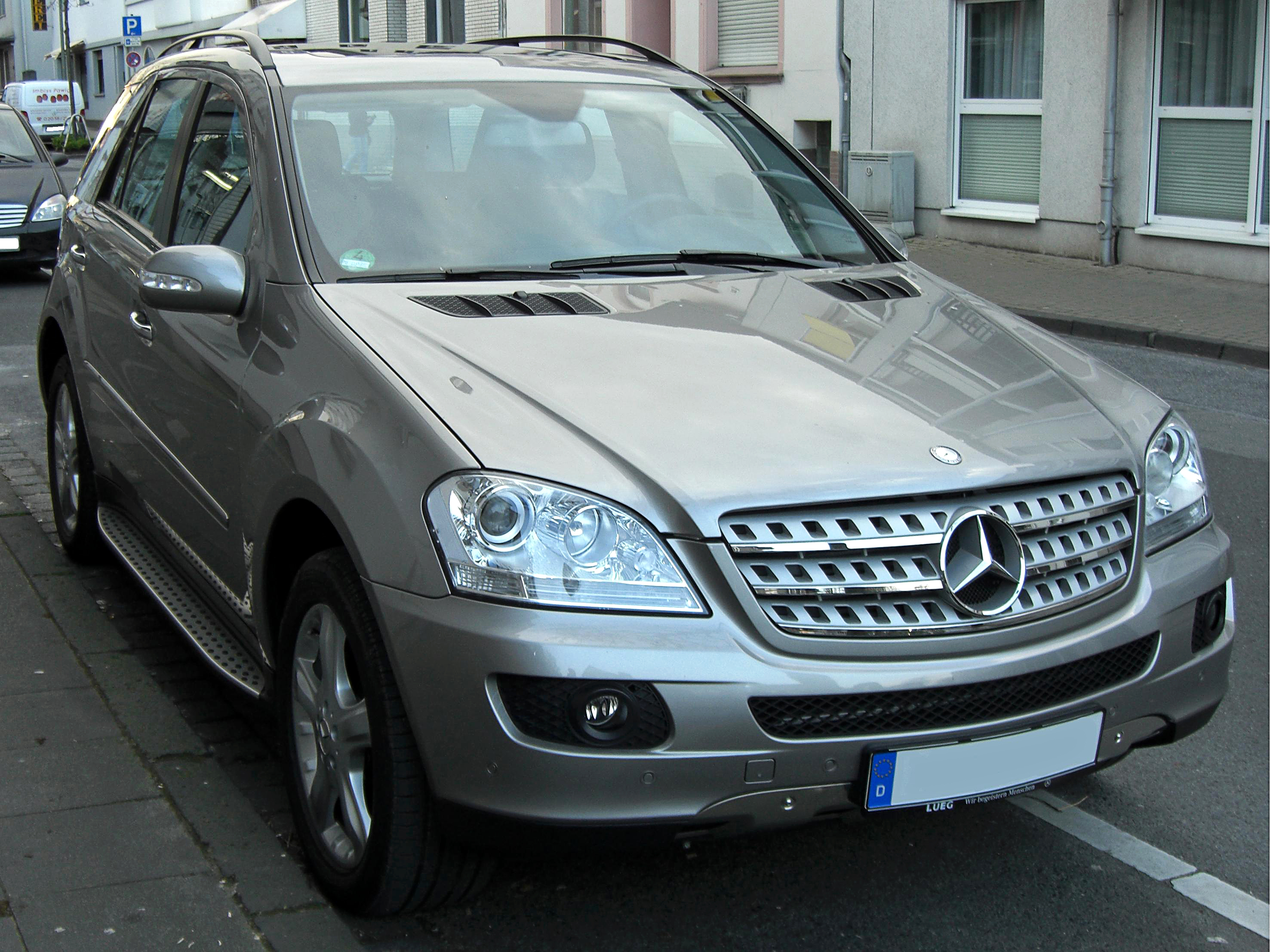
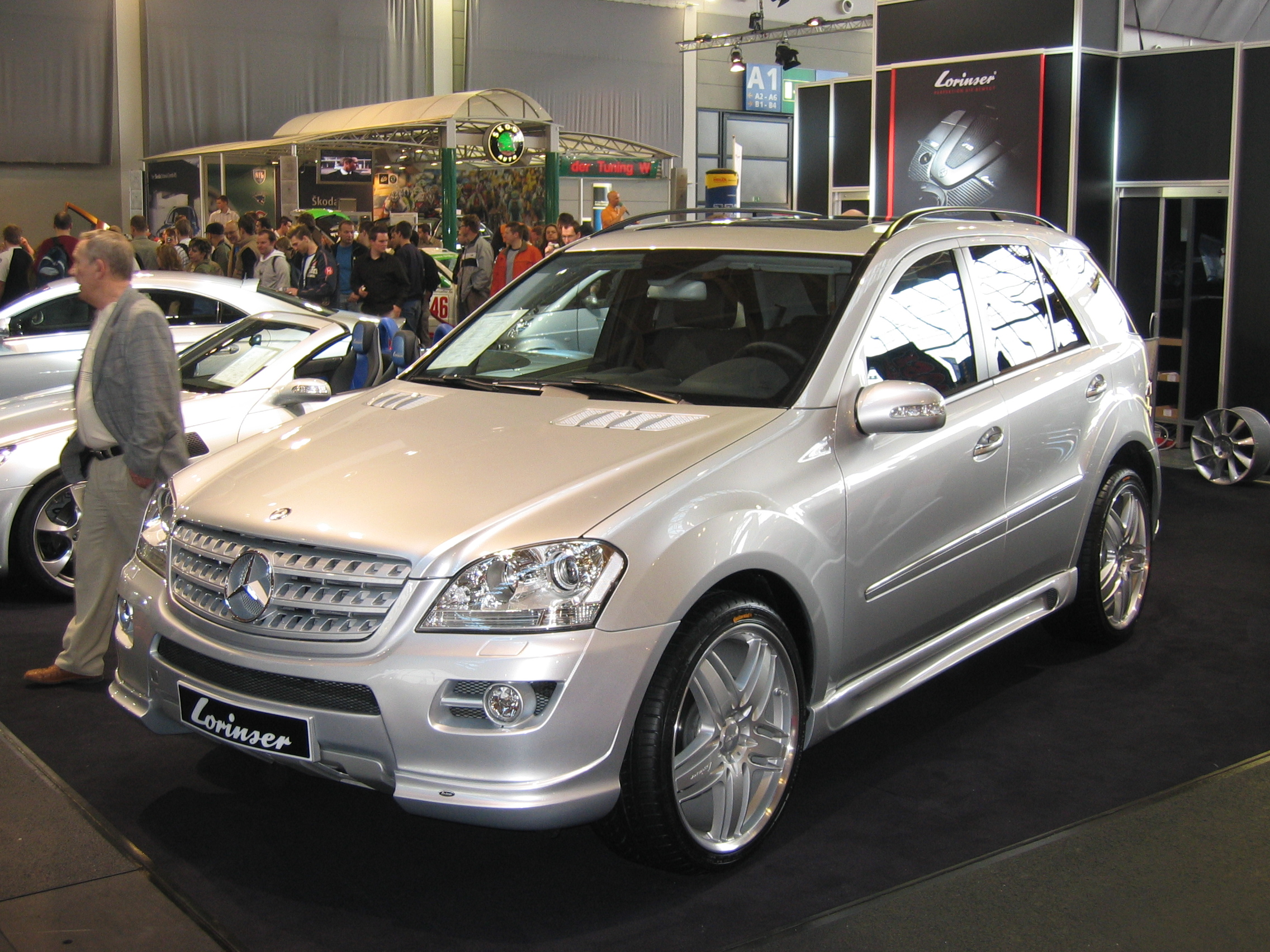
ML Lorinser
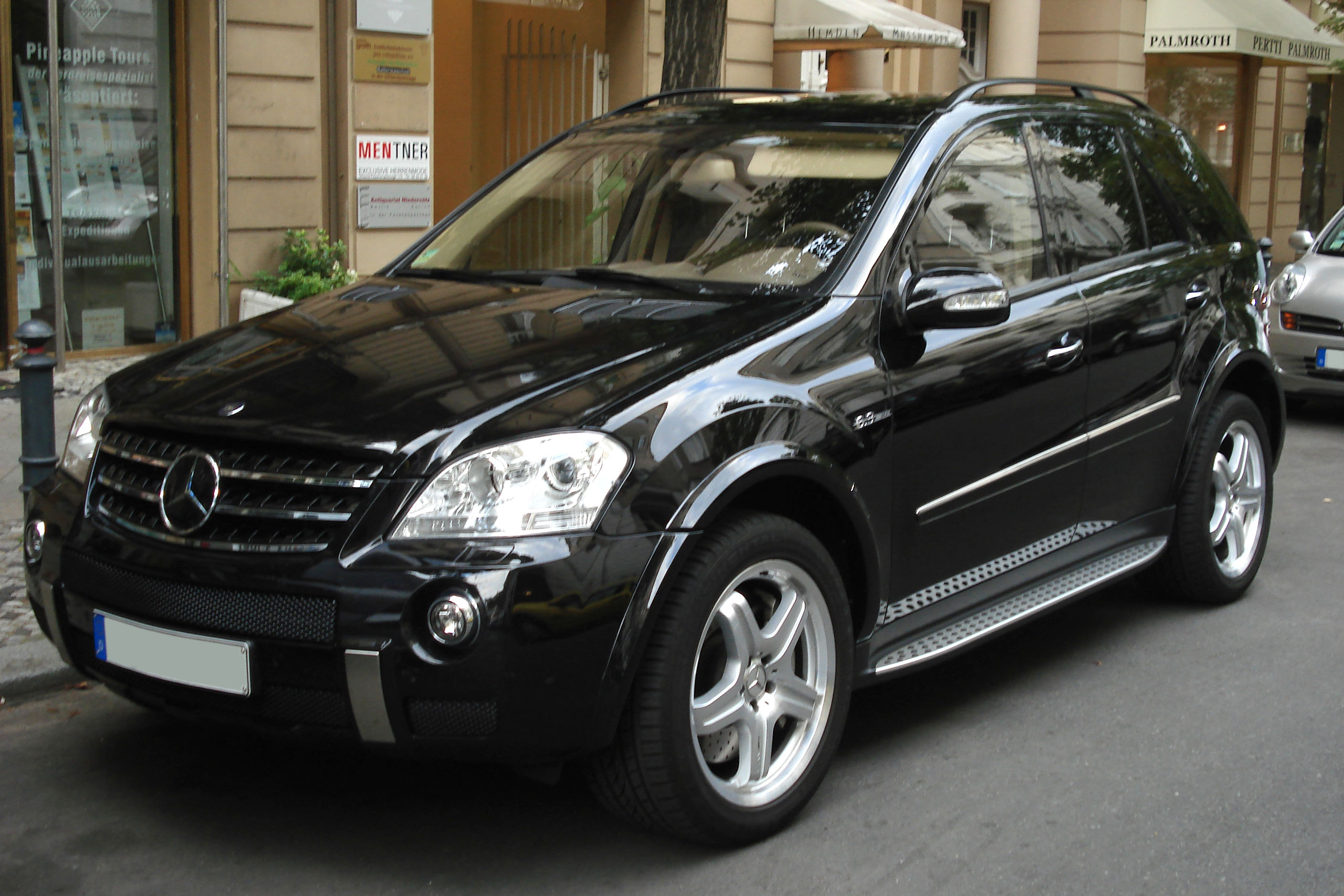
ML 63 AMG
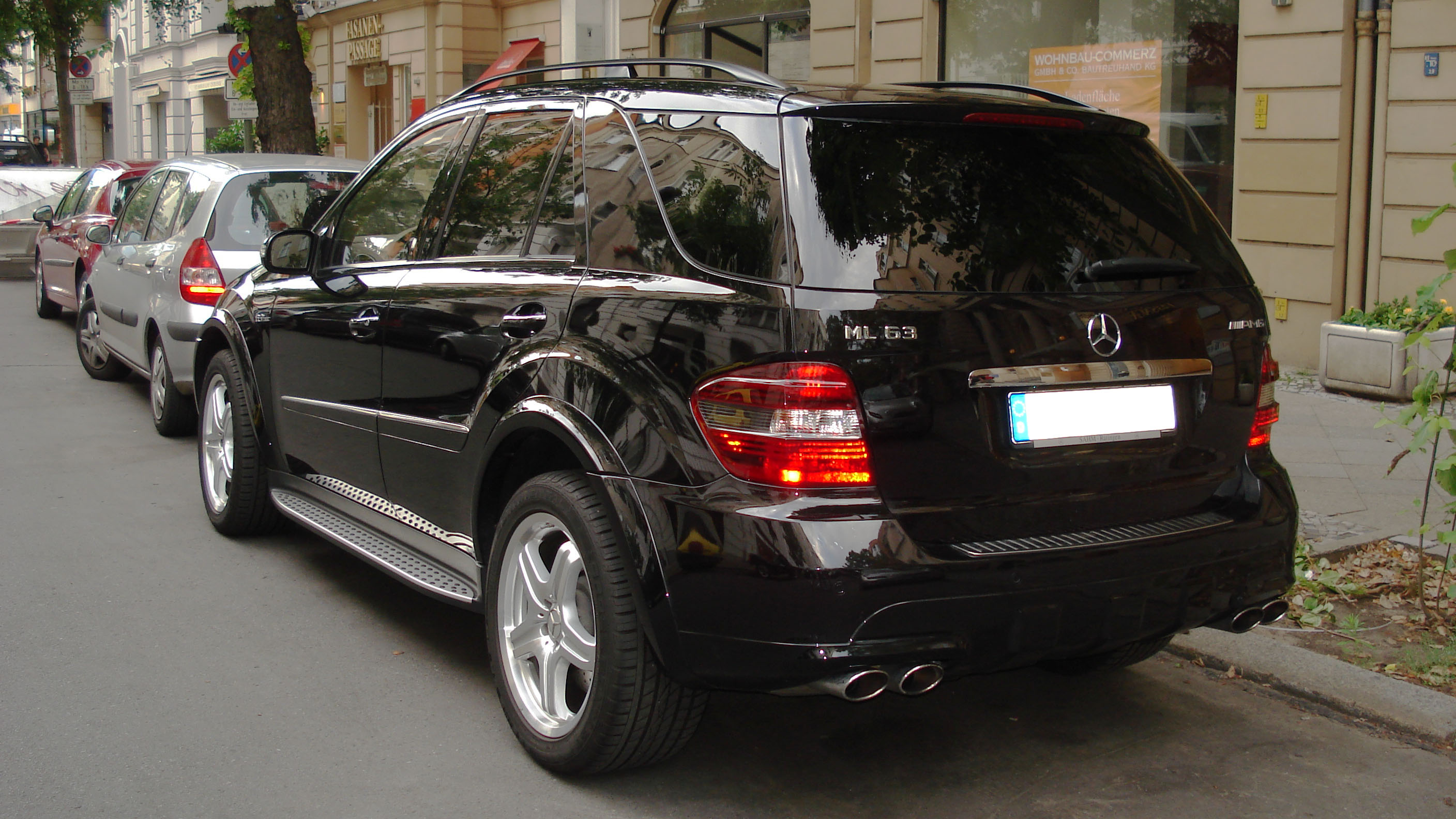
ML 63 AMG

## 3代目（2011年-2015年）W166
2011年6月に発表された。
日本市場への導入は、発表から約1年遅れの2012年6月28日に導入された。フロントフェイスは大型ラジエーターグリルと弧を描くLEDポジショニングライトを内蔵した特徴的なヘッドライトを採用。リアビューはLEDのリアコンビネーションランプや大型ルーフスポイラー、クロームアンダーガード一体型リアバンパーなどによりワイド&ローを強調した。
エンジンは、ガソリン車の「ML350 4MATIC BlueEFFICIENCY（先代の「ML350 4MATIC」から改名）」には新開発の3.5L・V6直噴ガソリンエンジンを搭載しており、先代に比べて最大出力を34PSアップすると同時に、燃費向上も実現。ディーゼル車の「ML350 BlueTEC 4MATIC」は低圧縮比化やフリクション低減などの改良を行ったほか、可変エンジンマウントの採用により、静粛性と低振動性を向上。また、この2車種にはトランスミッションに7速AT「7G-TRONICプラス」を採用しており、新開発の高効率トルクコンバータや低摩擦ベアリングを採用したことでダイナミックなレスポンスと高い耐久性、ノイズや振動の低減を実現。さらに、アイドリングストップ機能「ECOスタートストップ機能」により無駄な燃料消費も抑える。なお、「ML350 4MATIC BlueEFFICIENCY」は「平成21年排出ガス基準75%低減レベル（☆☆☆☆）」と「平成27年度燃費基準+10%」を同時に達成している。ディーゼル車の「ML350 BlueTEC 4MATIC」は、当モデルから新たに右ハンドル仕様が製造・導入されるようになり、日本仕様のMLクラスは全て右ハンドル仕様に統一されている。
ハイパフォーマンスモデルの「ML 63 AMG」は、5.5L・V型8気筒直噴ツインターボエンジンを搭載、先代から排気量をダウンサイジングしながらも、最高出力・最大トルク共に向上し、クロスオーバーSUVとしてトップクラスの動力性能を持ちながら「ECOスタートストップ機能」や「AMGスピードシフトPLUS」の採用により燃費も向上。「AMGスピードシフトPLUS」は3種類の走行モードとシフトダウン時の自動ブリッピングを備えた高機能トランスミッションで、Cモード（効率制御モード）では「ECOスタートストップ機能」が作動するとともに、加速・変速特性をマイルドな設定にすることで早めに快適なシフトアップが行える。Sモード（スポーツモード）やMモード（マニュアルモード）では「ECOスタートストップ機能」を無効にし、Cモードに比べてエンジンやトランスミッションの俊敏性を大幅に高め、フルロード時でのシフトアップには点火と噴射を緻密な計算に基づきわずかに遅らせることでシフト時間の短縮に貢献した。生産国アメリカでの販売価格はML350で47,270ドルと日本の定価と比較し、かなり安くなっている。
2013年8月28日、日本市場でのフルモデルチェンジから1周年を迎えたのを記念し、ディーゼル車の「ML350 BlueTEC 4MATIC」をベースに、AMGスポーツパッケージ、AMGスポーツシート（前席・シートヒーター付）、20インチAMG5スポークアルミホイール、ラバースタッド付ステンレス製ラバーボードを装備し、スポーティーな外内装とするとともに、レーダーセーフティーパッケージ、コンフォートパッケージも特別装備して安全性・快適性も高めた特別仕様車「ML350 BlueTEC 4MATIC 1st Anniversary Edition」を発売。オブシディアンブラック60台、ダイヤモンドホワイト40台の計100台の限定販売となる。
同年9月18日、一部改良。特別仕様車「ML350 BlueTEC 4MATIC 1st Anniversary Edition」に特別装備されていたレーダーセーフティーパッケージに加え、駐車時や狭い道などで車両周囲の状況を4つのカメラによって俯瞰で確認できる「360°カメラシステム」の2点を全車標準装備。さらに、「ML350 Blue TEC 4MATIC」はアルミホイールを19インチ5ツインスポークにデザイン変更してサイズアップ。「ML63 AMG」はSUVらしいアクセントを加えるデザイン性と乗降性を高める機能性を兼ね備えるステンレス製ランニングボード（ラバースタッド付）を標準装備し、後席にもシートヒーターを追加した。また、「ML350 4MATIC」・「ML350 Blue TEC 4MATIC」はオプションパッケージの装備内容・価格を統一し、「コンフォートパッケージ」・「ラグジュアリーパッケージ」・「AMGスポーツパッケージ」・「AMGエクスクルーシブパッケージ」の4種類に整理した。また、装備内容の充実より価格改定が行われたが、「ML350 Blue TEC 4MATIC」は装備内容を充実しながらも価格は据え置かれた。
2015年10月28日、日本市場でフェイスリフト。前述のとおり、GLEに移行した。
| 日本での現行グレード | 日本での現行グレード | 日本での現行グレード             | 日本での現行グレード          | 日本での現行グレード | 日本での現行グレード | 日本での現行グレード |
| グレード             | 排気量               | エンジン                         | 最高出力/最大トルク           | 変速機               | 駆動方式             | 価格                 |
| -------------------- | -------------------- | -------------------------------- | ----------------------------- | -------------------- | -------------------- | -------------------- |
| メルセデス-AMG ML 63 | 5.5L                 | V型8気筒DOHC直噴ツインターボ     | 525ps/71.4kg・m               | 7速AT                | 4WD                  | 1510万円             |
| ML350 4MATIC         | 3.5L                 | V型6気筒DOHC直噴                 | 306ps/37.7kg・m               | 7速AT                | 4WD                  | 760万円              |
| ML350 BlueTEC 4MATIC | 3.0L                 | V型6気筒DOHC直噴ディーゼルターボ | 258ps/63.2kg・m（欧州参考値） | 7速AT                | 4WD                  | 790万円              |